# Anarchismus ohne Adjektive
Anarchismus ohne Adjektive (von sp. anarquismo sin adjetivos) bezieht sich in den Worten des Historikers Esenwein auf eine „Form des Anarchismus ohne Bindestrich, also eine Lehre ohne beschreibendes Etikett wie kommunistisch, kollektivistisch, mutualistisch oder individualistisch. Andere verstanden darunter, die Koexistenz der verschiedenen anarchistischen Schulen zu tolerieren.“ Fernando Tarrida del Mármol veröffentlichte 1890 in der Zeitschrift Le Révolté einen Artikel diesen Titels und gilt als Begründer dieser Strömung. Weitere wichtige Vertreter waren Voltairine de Cleyre, Errico Malatesta und Max Nettlau.

## Ursprung
Begründer des Begriffs war vermutlich der in Kuba geborene Fernando Tarrida del Mármol. Er nutzte im November 1889 den Begriff anarquismo sin adjetivos in Artikeln, die er in Barcelona verfasste. Tarrida del Mármol sprach mit diesem Ausdruck die kommunistischen und kollektivistischen Anarchisten Spaniens an, die zu dieser Zeit eine intensive Debatte über die Verdienste ihrer Theorien führten. Anarchismus ohne Adjektive war ein Versuch, größere Toleranz in die verschiedenen anarchistischen Strömungen zu bringen und zu postulieren, Anarchisten sollen niemandem, ob in Praxis oder Theorie, einen vorgefertigten Wirtschaftsplan aufzwingen. Anarchisten ohne Adjektive neigten dazu, entweder alle anarchistischen Wirtschaftsmodelle als fehlerhaft zurückzuweisen, oder sie alle in pluralistischer Haltung bis zu gewissen Grenzen aufrechtzuerhalten, so dass diese sich aneinander messen lassen könnten. Die ökonomische Frage an sich wird von diesen Anarchisten auch als zweitrangig auf dem Weg betrachtet, alle Autorität abzuschaffen. Freies Experimentieren sollte hingegen eine der Grundrichtlinien der freien Gesellschaft werden.

## Geschichte
Die als anarquismo sin adjetivos bekannte theoretische Perspektive war das Produkt einer intensiven Debatte innerhalb der anarchistischen Bewegung zwischen kollektivistischen und kommunistischen Anarchisten. Die Ursprünge können in der Entwicklung des kommunistischen Anarchismus nach Bakunins Tod 1876 angesetzt werden.
Der kommunistische Anarchismus war nicht vollständig andersartig als der kollektivistische Anarchismus Bakunins, da dessen Vertreter, wie schon James Guillaume in seinem bekannten Werk On Building the New Social Order anmerkte, seine ökonomische Entwicklung hin zum anarchistischen Kommunismus auffassten. Kommunistische Anarchisten entwickelten, vertieften und bereicherten Bakunins Arbeit ebenso, wie Bakunin Proudhons Theorie entwickelte, vertiefte und anreicherte. Kommunistischer Anarchismus wurde mit den Anarchisten Elisée Reclus, Carlo Cafiero, Errico Malatesta und als bekanntestem Peter Kropotkin in Verbindung gebracht.
Anarchokommunistische Ideen ersetzten anarchokollektivistische als Hauptströmung in Europa, außer in Spanien. Hier war die Hauptfrage nicht die des Kommunismus, obwohl sie für Ricardo Mella wichtig war, sondern die Frage nach der Abwandlung der anarchokommunistischen Strategien. Zu dieser Zeit, den 1880ern, favorisierten die Anarchokommunisten lokale militante Zellen und lehnten Gewerkschaften wegen ihrer gegen Organisationen gerichteten Haltung ab. In der Folge der Debatte über die Änderung von Strategie und Taktik kam es zu umfangreichen Diskussionen von Seiten der Anarchokollektivisten, die Organisationen und Kämpfe der Arbeiterklasse stark unterstützten.
Dieser Konflikt breitete sich von Spanien aus und die Diskussion fand ihren Niederschlag in der Pariser Zeitschrift La Révolte. Dies veranlasste einige Anarchisten mit Malatesta übereinzustimmen, „daß es nicht angehe, uns wegen reiner Hypothesen zu spalten.“ Nach und nach stimmten die meisten Anarchisten – in Max Nettlaus Worten – zu, dass „wir die wirtschaftliche Entwicklung der Zukunft nicht vorhersehen können“, und strengten sich an, ihre Übereinstimmungen statt verschiedene Visionen der zukünftigen Organisierung einer freien Gesellschaft herauszuarbeiten. Als die Zeit voranschritt, bemerkten die meisten Anarchokommunisten, dass die Ignoranz gegenüber der Arbeiterbewegung dazu führte, dass ihre Ideen von den Arbeitern nicht aufgenommen wurden, während sie dennoch ihre Verpflichtung zu den kommunistischen Idealen hochhielten und die Umsetzung eher früher als später – nach der Revolution – erwarteten.
In den USA gab es zur selben Zeit eine ähnlich gelagerte Debatte zwischen individualistischen und kommunistischen Anarchisten. Benjamin Tucker behauptete, dass Anarchokommunisten keine Anarchisten seien, während Johann Most dasselbe über Tuckers Ideen von sich gab. Genau wie Mella und Tarrida die Idee der Toleranz zwischen anarchistischen Gruppen vorantrieben, kamen Anarchisten wie Voltairine de Cleyre dazu, „sich selbst einfach als ‚Anarchistin‘ zu bezeichnen und beriefen sich wie Malatesta auf ‚Anarchismus ohne Adjektive‘, da das Fehlen von Regierung sicher in vielen verschiedenen Experimenten an unterschiedlichen Orten probiert würde, um die passendste Form zu finden.“ Voltarine betrieb die Versöhnung der verschiedenen Schulen und schrieb in ihrem Essay Anarchism: „Da ist nichts unanarchistisches bei all [diesen Systemen], bis das Element des Zwangs sich Zugang verschafft und unwillige Personen dazu nötigt, in Gemeinschaften zu verbleiben, deren wirtschaftliche Vereinbarungen sie nicht unterstützen.“

## Bekannte Vertreter
Obwohl eine große Anzahl von Anarchisten auf die eine oder andere Weise unter dem Begriff „Anarchismus ohne Adjektive“ subsumiert werden könnten, haben sich nur einige weitere ausdrücklich zu ihm bekannt oder ihn propagiert. Diese sind Élisée Reclus, Sébastien Faure, Jared Zavala, Louise Michel und Fred Woodworth.